# محمدابراهیم جناتی
محمدابراهیم جناتی شاهرودی (زاده ۱۳۱۱ در تاش)، روحانی و مرجع تقلید شیعه است. وی از سال‌های آغازین برپایی فرهنگستان علوم جمهوری اسلامی ایران، عضو پیوسته آن است.
برخی حامیان جناتی، از وی به عنوان یکی از نوگراترین مراجع تقلید جهان اسلام، و موسی صدرِ نوین در فقه، نام برده‌اند.

## زندگی
وی زادهٔ سال ۱۳۱۱ در روستای تاش از توابع شاهرود است.

## تحصیلات
در شش سالگی به فراگیری قرآن و ادبیات فارسی پرداخت و در یازده سالگی وارد مدرسه علمیه شاهرود شد.
در طی چهار سال موفق به اتمام مقدمات و مقداری از سطح عالی شد. هنوز هجده ساله نشده بود که سطوح عالیه فقه و اصول را به ضمیمه منظومه سبزواری به پایان رساند و به منظور گذراندن مراحل بعدی به مشهد هجرت کرد. پس از مدتی به قم رفت و با شرکت در درس خارج فقه حسین بروجردی و خارج اصول خمینی به تحصیل ادامه داد. سپس به نجف مهاجرت کرد و ۲۵ سال در آنجا ماند و از درس اساتیدی چون محمود حسینی شاهرودی، محسن حکیم، عبدالهادی شیرازی، حسین حلی، باقر زنجانی و ابوالقاسم خویی بهره برد. به موازات تحصیل، به تدریس رسائل و شرح لمعه و نیز تألیف روی آورد. یازده سال در جامعة النجف کتاب‌های سطح عالی حوزه (رسائل، مکاسب و کفایه) را تدریس کرد. در سال ۱۳۵۸ با برگشت به ایران و اقامت در شهر قم، همچنان کار تدریس و تألیف کتب و مقالات علمی را پی گرفت. وی نخستین شخصیت علمی است که فقه، اصول، علوم حدیث و علوم قرآن را در حوزه علمیه قم به صورت تطبیقی، از دیدگاه ۲۲ مذهب از ۱۳۸ مذهب فقهی که در تاریخ فقه اسلامی وجود دارند، تدریس کرده است. او همواره باور داشت نقد نظریه مشهور احترام وافر به شأن صاحبان آن به‌شمار می‌آید و پیروی کورکورانه از نظر مشهور، نه تنها احترام به آنان نیست، بلکه مخالف با شأن اجتهاد است. رساله عملیه این مرجع تقلید چاپ و منتشر شده و در دسترس است. از ویژگی‌های رساله‌اش این است که از فتوا وفق احتیاط، که موجب دشواری و صعوبت عمل مقلدان می‌شود، حتی‌المقدور اجتناب کرده است. گفتنی است در رساله‌های رایج قریب به صد مسئله فقط بر اساس احتیاط پاسخ داده شده است. جناتی در طی تحصیل از استادان گوناگونی بهره برده است. در قم، در درس خارج فقه حسین بروجردی و خارج اصول روح‌الله خمینی شرکت کرد. پس از آن در نجف از محمود حسینی شاهرودی، محسن حکیم، عبدالهادی شیرازی، حسین حلی، باقر زنجانی و ابوالقاسم خویی بهره علمی گرفت.
محمد ابراهیم جناتی، همچنین عضو پیوسته فرهنگستان علوم ایران می‌باشد.

## استفتائات پویا
وی استفتائات خلاف‌آمد عادتی در فقه دارد:
- خوردن گوشت ذبایح حلال گوشت اهل کتاب جایز است، ولی پیش از خوردن، بسم الله را بگویید. فتوا بر حلیت ذبایح اهل کتاب اگرچه خلاف مشهور است، ولی ادله ما بر اساس کتاب خدا و سنت رسول خدا (ص) و امامان (ع) می‌باشد و این مسئله به گونه مفصل در کتاب «فقه و زمان» و کتاب «همبستگی ادیان و مذاهب» مورد بررسی قرار گرفته‌است.
- چنان‌چه دست دادن مرد مسلمان با زن غیرمسلمان، امری ضروری باشد و ترک آن موجب هتک و توهین مسلمان یا سبب بدبینی به اسلام شود، اشکال ندارد.
- ازدواج مرد مسلمان با دختر یا زن اهل کتاب مانند زرتشتی، یهودی و مسیحی جایز است، چه به صورت موقت و چه به صورت دائم.
- روابط دختران و پسران و زنان و مردان نامحرم در اجتماع، اگر سبب فساد نشود و با حفظ موازین اسلامی و در حدی که ضرورت دارد، مانعی ندارد.
- باید اذعان کرد با توجه به شرایطی که اسلام در ارتباط با دو زن داشتن مقرر داشته، این کار از کارهای مشکل و دارای پیامدهای بسیار است. بعضی آیات و احادیث گویای این می‌باشند که اگر کسی نمی‌تواند آن شرایط را با آن‌ها در زندگی رعایت کند، باید از این کار خودداری کند، مگر در صورتی که ضرورتی آن را اقتضا کند.
- چادر برای زنان حجاب خوبی است، ولی الزامی نیست، آن چیزی که برای زنان الزامی است، پوشاندن خودشان به استثنای چهره و دو دست از نامحرم می‌باشد و نوع و رنگ خاصی از پوشش برای آن مطرح نیست و با هر وسیله‌ای که حاصل شود کفایت می‌کند.
- غیر مسلمانان از هر نوع و قسمی که باشند (اهل کتاب، مشرکین و ملحدین) ذاتاً و از نظر جسمی و بدنی پاک هستند و اگر از چیزهایی که در نظر مسلمانان نجس می‌باشند، اجتناب کنند، نجاست عرضی هم ندارند.
- مرد بودن در مجتهدی که مورد تقلید قرار می‌گیرد، شرط نیست.
- تصدی مقام قضاوت توسط زن در صورتی که شرایط آن را دارا باشد، مانعی ندارد.
- اذن پدر در ازدواج دختری که بگونه کامل مصلحت و مفسده را درک می‌کند و تحت تأثیر احساسات قرار نمی‌گیرد، شرط نیست و اختیار با خود اوست.
- پیدایش بلوغ شرعی و آغاز سن تکلیف دختر به عادت ماهانه است و اگر بر اثر عوارض مزاجی، عادت ماهانه ندارد، باید به عادت ماهانه دختران بستگان و فامیل خود، مراجعه کند و عادت آن‌ها را زمان بلوغ خود قرار دهد. در پسر نیز احتلام سرآغاز سن تکلیف است.[۶]
- بیرون رفتن زن از منزل در صورتی که با حق شوهر منافات داشته باشد، باید از او اذن بگیرد، وگرنه اذن او معتبر نیست. پس در این صورت می‌تواند بدون اذن او از منزل برای تعلیم و تعلّم و کارهای اجتماعی و وظایف سیاسی با حفظ حدود اسلامی و نیز برای دیدار پدر و مادر و فامیل بیرون رود و نیازی به این نیست که در ضمن عقد، آن را شرط کند.
- رقصیدن زنان برای زنان و مردان برای مردان در مجالس عروسی و مناسبات فرح و شادی اشکال ندارد.
- سنگسار (رجم) دلیل معتبری در فقه اجتهادی ندارد.[۷]

## آثار
جناتی، پس از قریب نیم قرن فعالیت دینی و فقهی، با به‌کارگیری شیوه نوین اجتهادی، گام‌های مهم و پایداری را در راه پویایی فقه برداشته و آثار ارزشمندی را بر جای گذاشته‌است. افزون بر این‌ها، نظریه‌های بدیع وی در باب شیوه اجتهاد و نیز در مورد مسائل و فروع فقهی، البته با رعایت اصول فنی پذیرفته شده در استنباط فقهی که هر کدام به سهم خود، در حوزه معارف فقهی الهام بخش حرکت‌های پیش برنده، برای اهالی دانش‌پژوه فقه و فقاهت بوده‌است.
جناتی از زمان تحصیل در نجف شروع به تألیف مقالات و کتب علمی در مورد مسائل شرعی نمود و به همین جهت از وی بیش از ۲۰۰ مورد کتاب و مقاله و فتوا منتشر شده که برخی از آنان در ذیل ذکر می‌شود:
- کتاب الحج
- مناسک حج
- توضیح الاصول
- دروس فی الفقه المقارن
- رساله توضیح المسائل
- النفحات العلمیه فی اصول الفقه الامامیة
- علوم قرآن از دیدگاه مذاهب اسلامی
- منابع اجتهاد از دیدگاه مذاهب اسلامی
- ادوار اجتهاد از دیدگاه مذاهب اسلامی
- مناسک حج از دیدگاه مذاهب اسلامی
- علوم حدیث از دیدگاه مذاهب اسلامی
- موسیقی غنایی از دیدگاه فقه اجتهادی
- هنر و زیبایی از دیدگاه فقه اجتهادی
- حجاب از دیدگاه فقه اجتهادی
- ادوار فقه و کیفیت بیان آن
- طهارت ذاتی مطلق انسان
- حلیت ذبایح اهل کتاب
- جواز میقات از ادنی الحل
- نقش زمان و مکان در اجتهاد
- جواز مجسمه‌سازی به عنوان فن و هنر
- جواز تصدی منصب قضاوت توسط زنان
- نظرات جدید ایشان دربارهٔ مسائلی چون موسیقی، هنر، حجاب و…
- معین نبودن سن خاص در بلوغ دختران (تنها نشانه بلوغ دختران عادت ماهانه است)
- جواز تصدی مقام مرجعیت و همه وظایف سیاسی اجتماعی توسط زنان